# Ivo Lendić
Ivo Lendić (Janjina, 4. lipnja 1908. – Iguazu, 1. travnja 1982.), bio je hrvatski emigrantski novinar, kršćanski intelektualac, hrvatski književnik i prevoditelj. Pisao je pjesme, članke, eseje i polemike. Bio je jednim od zaboravljenih književnika, društvenih i intelektualnih velikana duhovnog života. 

## Životopis
Ivo Lendić rodio se u mjestu Janjini na poluotoku Pelješcu, 1908. godine. Osnovnu školu pohađao je u rodnome mjestu. Srednju školu pohađao je u Dubrovniku. Bio je domagojevcem odnosno promicateljem Katoličke akcije. 
Politički je bio na HSS-ovim pozicijama.
U Zagrebu je studirao eksperimentalnu psihologiju i filozofiju. Uređivao je časopise Luč, Hrvatsku politiku i Hrvatsku stražu.
Za vrijeme Drugoga svjetskog rata bio je dopisnikom Hrvatskog naroda iz Rima.
Nakon rata otišao je u Argentinu. U Argentini je uređivao list Glas sv. Antuna od 1947. do 1955. godine i surađivao u hrvatskim časopisima (Studia croatica, Hrvatska revija). Bio je članom hrvatskih emigrantskih udruga (Hrvatsko-latinoamerički kulturni institut...).
Božidar Petrač uvrstio ga je 1988. godine u antologiju hrvatske marijanske lirike. Svojim djelima si je stekao mjesto u antologiji koju je priredio Stijepo Mijović Kočan, Skupljena baština. Prevodio je djela s engleskoga, talijanskoga i španjolskoga jezika na hrvatski jezik. 
Umro je u gradu Iguazu u argentinskoj pokrajini Misiones, 1982. godine.

## Djela
- Lirika, Tisak i naklada Narodne prosvjete, Zagreb, 1930. (zbirka pjesama)
- Angelusi, Naklada Marulić, Zagreb, 1936. (zbirka pjesama)
- Psihoanaliza, Zagreb, 1938.
- Las relaciones entre Yugoslava y Santa Sede, 1964., (studija, s Ivom Bogdanom)
- Angelusi, Kršćanska sadašnjost, Zagreb, 2000. (prir. Božidar Petrač)
- Božji kotači: otvoreno pismo msgru. Augustinu Juretiću, Split, 2001.
- Katolicizam i kultura: Eseji, članci i polemike, Zagreb, 2008. (prir. Božidar Petrač)[1]

### Prijevodi
- Jerome K. Jerome: Tri čovjeka u jednom čamcu: (a da se o psu i ne govori), Zagreb, (1931.?)[2]
- Giovanni Papini: Gog, Zagreb, 1935. (pogovor napisao Mate Ujević)[3]
- Manuel Galvez: Velika srijeda: roman iz svećeničkog života, Zagreb, 1938.[4]
- Antonio Fogazzaro: Mali starinski svijet: roman, Zagreb, 2011.[5]

## Vanjske poveznice
- Bilten IKA br.39/2008.  Arhivirana inačica izvorne stranice od 26. lipnja 2011. (Wayback Machine)
- Općina Janjina  Arhivirana inačica izvorne stranice od 13. veljače 2009. (Wayback Machine)
- Vladimir Lončarević: Katolički oblikovatelji kulture. »Božji kotači« Ive Lendića  Arhivirana inačica izvorne stranice od 3. rujna 2014. (Wayback Machine), Glas Koncila, 4. prosinca 2011., str. 21